# Ганнібал Іван Абрамович
Іван Абрамович Ганніба́л (рос. Иван Абрамович Ганнибал; *5 червня 1735, Кар'якюла, поблизу Ревеля — †12 жовтня 1801, Санкт-Петербург) — російський воєначальник останньої чверті XVIII століття, військовий діяч Російської імперії, головнокомандувач Чорноморським флотом, узяв штурмом Наварин, заснував місто Херсон.

## Біографія

### Ранні роки
Іван Ганнібал — старший з 11 дітей «арапа Петра Великого» Абрама Петровича Ганнібала та Христини-Регіни (Христини Матвіївни) фон Шеберг; народився 5 червня 1735 в Кар'якюла, поблизу Ревеля (нині Талліна) в Естляндії. У 1744 році всупереч волі батьків 9-річний хлопчик був записаний на військову службу та визначений для навчання у Петербурзьку морську артилерійську школу. Закінчивши її, вчився у Морському шляхетном корпусі.

### Військова кар'єра
10 лютого 1769 року з підполковників артилерії призначений цейхмейстром морської артилерії. Служив у морській артилерії, брав участь у багатьох морських битвах.
Під час російсько-турецької війни 1768—1774 років перебував у Першій Архіпелагзькій експедиції — десанті російського флоту на Середземному морі. 10 квітня 1770 року, будучи цехмейстром морської артилерії в чині бригадира, Ганнібал брав участь у Наваринській битві.
Брав участь у Чесменський битві 1770. Був начальником артилерії об'єднаної російської ескадри та знаходився на борту флагманського корабля «Євстафій». Після його вибуху 24 червня Ганнібал уцілів, був врятований моряками та продовжував брати участь у бою. Напередодні Чесменської битви керував виготовленням брандерів, які підпалили кораблі турецького флоту.
Його внучатий племінник, О. С. Пушкін написав у вірші «Мій родовід» (рос. "Моя родословная"):
|  | «И был отец он Ганнибала, Пред кем средь Чесменских пучин Громада кораблей вставала, И пал впервые Наварин.» |

7 грудня 1772 року отримав чин генерал-майора. 10 липня 1775 року нагороджений орденом Святої Анни. 7 липня 1776 року призначений генерал-цейхместером морської артилерії. З 1777 року — член Адміралтейств-колегії.

### Забудова Херсона

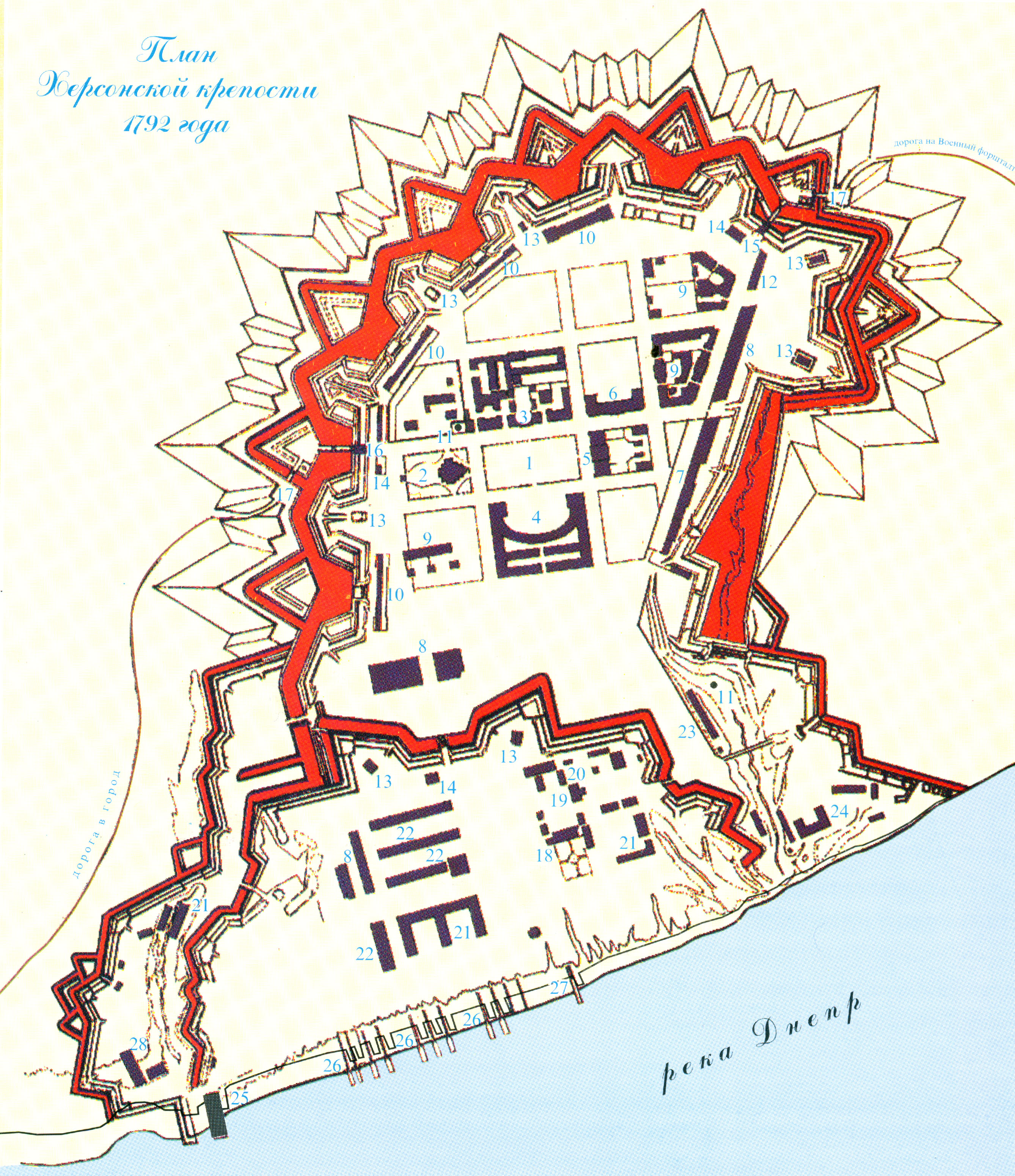
План Херсонської фортеці 1792 р.

Під керівництвом та за участю Ганнібала у 1778 році відбувалось будівництво міста Херсон на місці попереднього поселення Олександр-Шанець; 25 липня того ж року він був призначений головним командиром Херсонської фортеці. Ганнібал ревно взявся за виконання покладеного на нього доручення. Сформувавши 12 рот майстрових, він заготовив лісові матеріали у верхів'ях Дніпра та доставив їх на місце, найняв всередині Росії більше 500 теслярів, за короткий час облаштував верф і в серпні заклав укріплене місто. Через три роки вже існувало нове місто з палацом, адміралтейством, ливарним будинком, арсеналом, верфями, казармами і приватними будинками. Фортеця була забезпечена гарнізоном та 220 гарматами, на верфі будувалися різні судна, в гавані знаходилися військові та купецькі кораблі, у місті заснували торговельні іноземні будинки. Ганнібал привернув до Херсона та навколишніх земель багато грецьких та італійських вихідців.

### Подальше життя
1 січня 1779 року переведений в чин генерал-поручика. У 1780 році Івану Абрамовичу було подаровано 10 тис. десятин землі. 21 квітня 1781 року нагороджений орденом Святого Олександра Невського. 16 травня 1783 року нагороджений орденом Святого Володимира 1-го ступеня. У зв'язку із хворобою, та частково унаслідок сварки з Григорієм Потьомкіним у 1784 році вийшов у відставку в чині генерал-аншефа. Залишок життя провів у своєму маєтку Суйда під Петербургом.
Помер у Петербурзі бездітним холостяком 12 жовтня 1801 року, похований на Лазаревському цвинтарі Олександро-Невської лаври.

## Увіковічнення пам'яті
- З другої половини ХІХ ст. й до початку 20-х років ХХ ст. одна з вулиць Херсона носила назву «Ганнібалівська» (тепер — Вулиця Пилипа Орлика), на честь Івана Ганнібала
- Одну з площ Херсона названо на честь Івана Ганнібала[6]

## Літераура
- Пиворович В. Б., Дяченко С. А. Улицами старого Херсона. Штрих. — Херсон, 2003. — 196 с.